# Stade Omnisport Marien Ngouabi d'Owando
Het Stade Omnisport Marien Ngouabi d'Owando is een multifunctioneel stadion Owando, een stad in Congo-Brazzaville. Het wordt vooral gebruikt voor voetbalwedstrijden. In dit stadion worden thuiswedstrijden van AC Léopards gespeeld, een club die uitkomt in Premier League. Ook het nationale elftal speelt hier wel eens internationale wedstrijden. In het stadion kunnen 13.037 toeschouwers. 
Het stadion is vernoemd naar Marien Ngouabi (1938–1977), voormalig president van Congo-Brazzaville. 